# Malek Jaziri
Malek Jaziri (Bizerta, Túnez; 20 de enero de 1984) es un exjugador profesional de tenis.

## Carrera

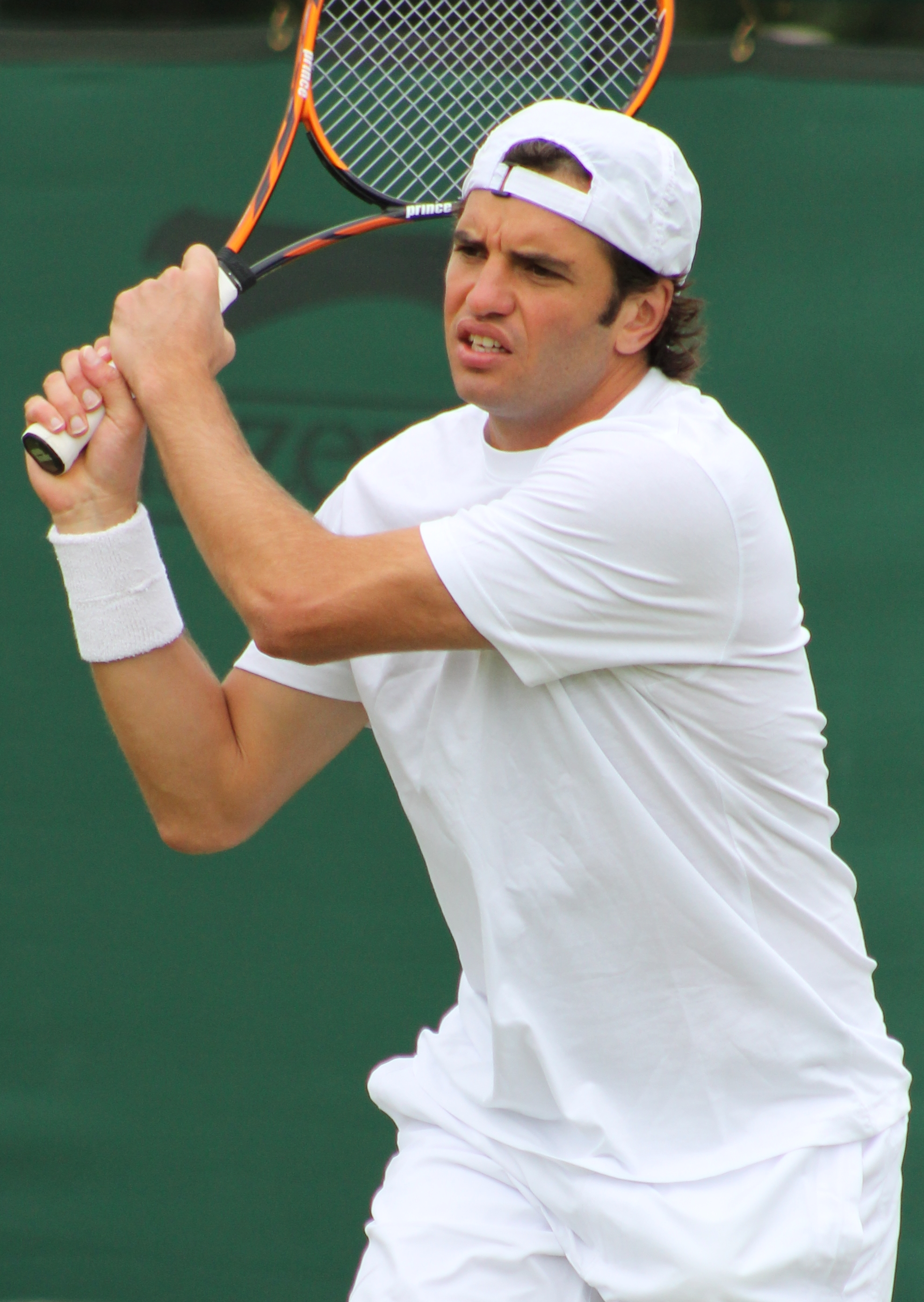
Malek yaziri

Jaziri alcanzó su clasificación más alta en individuales en el circuito ATP el 7 de enero de 2019, cuando se convirtió en el número 42 del mundo. Se desempeña principalmente en el circuito de Futures y el circuito Challenger. Jaziri se clasificó por primera vez para un Grand Slam, en el Abierto de EE. UU. 2011, accediendo desde la clasificación.
Ha ganado 8 títulos de la categoría ATP Challenger Series en toda su carrera. Dos de estos títulos fueron en la modalidad de individuales. En el año 2011 le gana la final al alemán Mischa Zverev para adjudicarse el Challenger de Ginebra. En el año 2013 repite título en la ciudad suiza ganándole a otro alemán en la final (Jan-Lennard Struff) y obtiene el Geneva Open Challenger 2013.
Los otros dos títulos fueron jugando dobles. En el mes de julio del año 2011, triunfa en el Challenger de Penza junto al español Arnau Brugués derrotan en la final a Serguéi Bubka y Adrián Menéndez. En el año 2013 sale airoso en Uzbekistán, cuando junto al local Farruj Dustov ganan el Fergana Challenger derrotando en la final a la pareja formada por el serbio Ilija Bozoljac y el checo Roman Jebavý por un doble 6-3, 6-3.

### Copa Davis
Jaziri ha sido un miembro del equipo de Túnez de la Copa Davis desde el año 2000, registrando un récord de 23-13 en singles y un récord de 8-11 en dobles en 29 series. Es el jugador que más años ha participado para su país en la historia de la Copa Davis, un total de 13 años hasta la fecha.

## Títulos ATP (0; 0+0)

### Individual (0)
| Leyenda                         |
| Grand Slam (0)                  |
| Juegos Olímpicos (0)            |
| ATP World Tour Finals (0)       |
| ATP World Tour Masters 1000 (0) |
| ATP World Tour 500 (0)          |
| ATP World Tour 250 (0)          |

#### Finalista (1)
| N.º | Fecha             | Torneo   | Superficie    | Oponente en la final | Resultado   |
| --- | ----------------- | -------- | ------------- | -------------------- | ----------- |
| 1.  | 6 de mayo de 2018 | Estambul | Tierra batida | Taro Daniel          | 6-7(4), 4-6 |

## Títulos ATP Challenger

### Individuales (8)
| N.º | Fecha                    | Torneo                    | Superficie | Oponente en la final | Resultado      |
| --- | ------------------------ | ------------------------- | ---------- | -------------------- | -------------- |
| 1.  | 13 de noviembre de 2011  | Challenger de Ginebra     | Dura (i)   | Mischa Zverev        | 4-6, 6-3, 6-3  |
| 2.  | 3 de noviembre de 2013   | Challenger de Ginebra     | Dura (i)   | Jan-Lennard Struff   | 6-4, 6-3       |
| 3.  | 18 de octubre de 2015    | Challenger de Rennes      | Dura (i)   | Igor Sijsling        | 5-7, 7-5, 6-4  |
| 4.  | 20 de marzo de 2016      | Challenger de Guadalajara | Dura       | Stéphane Robert      | 5-7, 6-3, 7-6  |
| 5.  | 10 de abril de 2016      | Challenger de Le Gosier   | Dura       | Stefan Kozlov        | 6-2, 6-4       |
| 6.  | 18 de septiembre de 2016 | Challenger de Estambul    | Dura       | Dudi Sela            | 1-6, 6-1, 6-0  |
| 7.  | 17 de septiembre de 2017 | Challenger de Estambul    | Dura       | Matteo Berrettini    | 7-64, 0-6, 7-5 |
| 8.  | 24 de marzo de 2018      | Challenger de Qujing      | Dura (i)   | Blaž Rola            | 7-65, 6-1      |

## Challenger y Futures
| Leyenda         |
| --------------- |
| Challengers (0) |
| Futures (7+10)  |

### Individuales
| N.º | Fecha      | Torneo     | Superficie    | Oponente                | Resultado     |
| --- | ---------- | ---------- | ------------- | ----------------------- | ------------- |
| 1.  | 22.05.2016 | España F14 | Tierra batida | Álex de Miñaur          | 7-6(5), 7-5   |
| 2.  | 17.07.2016 | España F21 | Tierra batida | Iván Gájov              | 6-3, 6-4      |
| 3.  | 14.08.2016 | Bélgica F9 | Tierra batida | Mats Moraing            | 7-6(5), 6-2   |
| 4.  | 04.09.2016 | España F28 | Tierra batida | Gonzalo Villanueva      | 3-6, 7-5, 6-3 |
| 5.  | 02.10.2016 | España F32 | Tierra batida | Álvaro López San Martín | w/o           |
| 6.  | 16.01.2017 | España F1  | Tierra batida | Ricardo Ojeda Lara      | 6-3, 6-3      |
| 7.  | 12.02.2017 | España F4  | Tierra batida | Mario Vilella Martínez  | 3-6, 6-4, 6-1 |

#### Finalista en individuales
| N.º | Fecha      | Torneo     | Superficie    | Oponente                | Resultado     |
| --- | ---------- | ---------- | ------------- | ----------------------- | ------------- |
| 1.  | 22.05.2016 | España F14 | Tierra batida | Álex de Miñaur          | 7-6(5), 7-5   |
| 2.  | 17.07.2016 | España F21 | Tierra batida | Iván Gájov              | 6-3, 6-4      |
| 3.  | 14.08.2016 | Bélgica F9 | Tierra batida | Mats Moraing            | 7-6(5), 6-2   |
| 4.  | 04.09.2016 | España F28 | Tierra batida | Gonzalo Villanueva      | 3-6, 7-5, 6-3 |
| 5.  | 02.10.2016 | España F32 | Tierra batida | Álvaro López San Martín | w/o           |
| 6.  | 16.01.2017 | España F1  | Tierra batida | Ricardo Ojeda Lara      | 6-3, 6-3      |
| 7.  | 12.02.2017 | España F4  | Tierra batida | Mario Vilella Martínez  | 3-6, 6-4, 6-1 |